# يان دي فيسر
يان دي فيسر (بالهولندية: Jan de Visser)‏ هو لاعب كرة قدم هولندي، ولد في 1968 في هورن في هولندا.

## وصلات خارجية
- يان دي فيسر على موقع قاعدة بيانات كرة القدم.إي يو (الإنجليزية)
- يان دي فيسر على موقع عالم كرة القدم.نت (الإنجليزية)